# Ярополець (садиба Чернишових)
Ярополе́ць Чернишових (рос. Ярополец Чернышёвых) — палацово-парковий ансамбль 1760-х років, створений російським полководцем і вельможею З. Г. Чернишовим (1722—1784). Знаходиться в селі Ярополець у Волоколамському районі Московської області.

## Історія
Землі в садибі наприкінці XVII століття отримав П. Д. Дорошенко. Спадкоємець, молодший син Петро Дорошенко продав частину земель 1717 року новому вельможі Григорію Чернишову, денщику царя Петра І. Він походив з польської родини Чернецьких і пізніше змінив прізвище на Чернишов. Так землі садиби розділили на двох господарів, залишивши одну і ту ж назву. Частиною володіли Загряжські а з 1807 року — Гончарови, другою (північно-східною ділянкою) — Чернишови.
Розкішна садиба Чернишових, на відміну від сусідньої садиби Загряжських-Гончарових мала драматичну історію.
Розквіт в садибу приніс син Григорія Чернишова — Захар Григорович. Вдалий полководець, в роки царювання Катерини ІІ — її фаворит, багаторічний віце-президент Військової колегії (аналог сучасного міністерства). З історії відомо, що росіяни двічі здобували місто Берлін у війнах. Вперше це зробив саме Захар Григорович Чернишов в XVIII столітті. Вдруге це відбулося в 1945 році.
Незалежний характер військового сприяв погіршенню відносин Захара Григоровича з братами Орловими, що увійшли в фавор у імператриці і відтіснили того від трону. На бік братів Орлових стала і Катерина ІІ, що спричинило відставку графа Чернишова і той відбув в садибу Ярополець. У роки неочікуваного дозвілля він і вибудував розкішну садибу.

## Палац

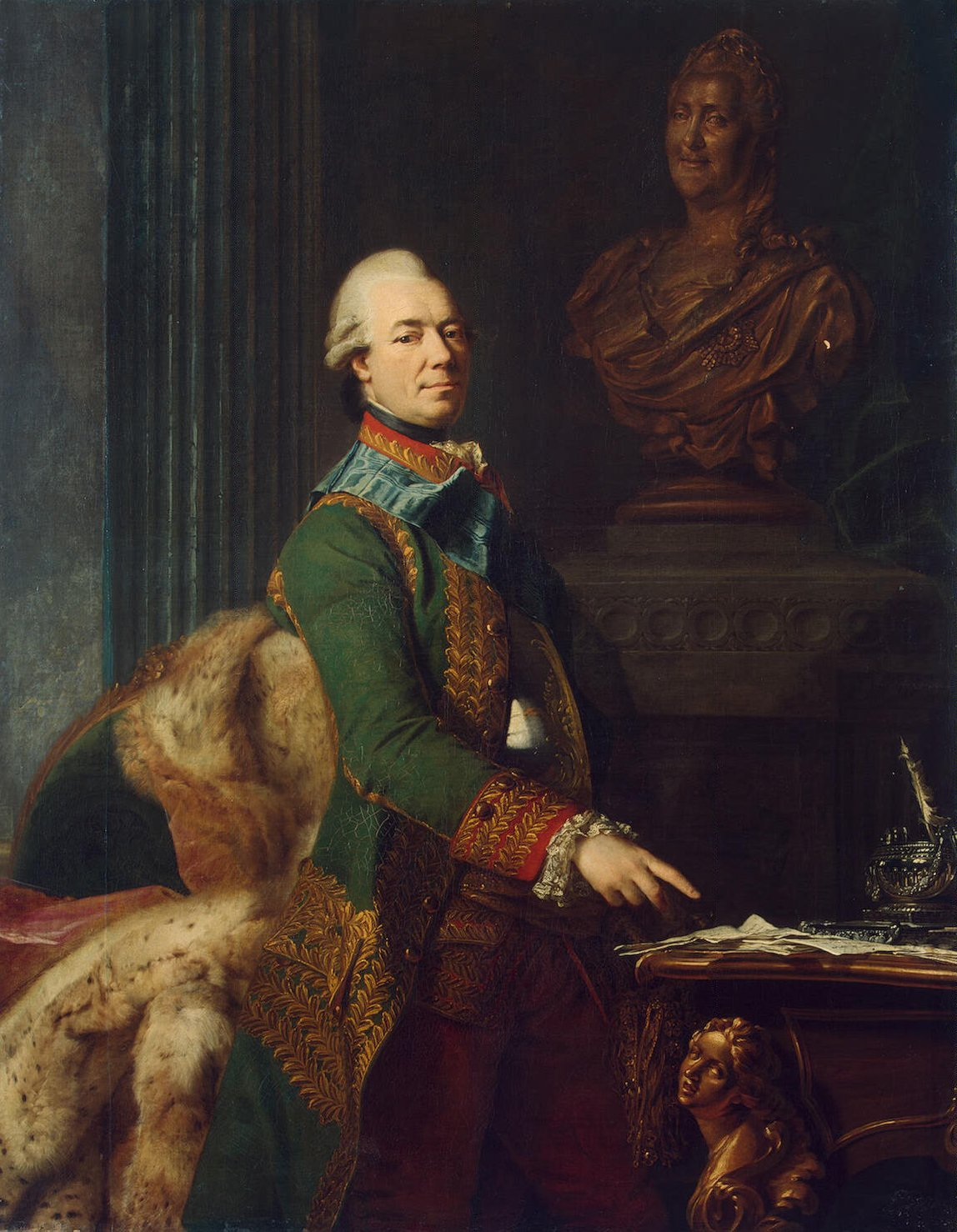
Граф З. Г. Чернишов. Портрет роботи Олександра Росліна Ермітаж, Петербург.

Значні статки графа дозволили залучити до створення садово-паркового ансамблю низку талановитих будівничих, скульпторів, декораторів, ландшафтних архітекторів, садівників. Автор розкішного плану садиби — невідомий, бо історія побудови садибного ансамблю ретельно не досліджена. Серед припущень — міг бути використаний план французького архітектора Валлєн Деламота, що працював в той час по замовам імператриці Катерини ІІ. Будівництвом в садибі, ймовірно, керував московський архітектор Н. Нікітін.
Був використаній план аристократичного маєтку з вісьовою побудовою. Головна вісь ансамблю проходила крізь палац графа, розкішний сад бароко і віддалений ставок. Всі головні споруди садиби були підкорені симетрії. Палац створювали частинами. Першим виник центральний двоповерховий корпус з ризалітами. 1788 року палац постраждав від пожежі. Під час відновлення споруди надбудували другий поверх над одноповерховоми галереями і вежі для східців. Обабіч палацу вибудували службові флігелі, де розмістили кінний двір та двір для худоби. Флігелі мали вигляд прямокутників з великими внутрішніми дворами. Пізніше (в період 1830-1840-х рр.) кінний двір та двір для худоби поєднали з центральним корпусом палацу напівциркульними галереями. Таким чином, довжина фасаду палацу досягла чотириста двадцяти (420) метрів.
Палац (за планом) має вигляд замку, який галереями на чверть кола сполучається з двома бічними корпусами, схожими на корпуси в імператорському палаці Гатчина (архітектор Антоніо Рінальді). Довжина парадного фасаду палацу Чернишова дорівнювала 420 метрів і за цим показником палац Чернишова перевищував царський Зимовий палац в Петербурзі (210 метрів), імператорський палац в Царському Селі (300 метрів), Будинок 12-ти колегій, міністерств в Петербурзі, (383 метри). Замок — палац Чернишова був найбільшим серед провінційних садиб Російської імперії. Задовго до 20 століття садиба стала видатною пам'яткою архітектури Імперії 18 століття. До нашого часу дійшли плани споруд садиби та розкішного, небаченого в Підмосков'ї саду бароко, що був розташований на схилі до ставка.

## Регулярний парк

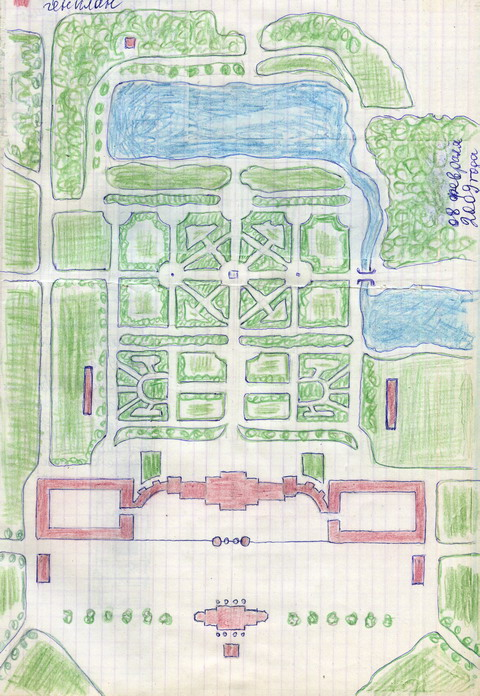
Садиба Ярополець, генплан.

Не менш розкішним був і сад бароко, створений на трьох терасах. Окрім майстерно створеного регулярного плану, особливістю саду був рідкісний гай карликових лип, що не закривали вид на парковий фасад графського палацу, який головував в ансамблі.
1775 року підмосковну садибу Чернишова удозволилася відвідати імператриця Катерина ІІ. На її честь в центрі регулярного саду пізніше встановили декоративний обеліск.
Як і більшість садибних парків перехідної доби від пізнього бароко (і короткого в Росії рококо) парк почали насичувати павільйонами за новою модою. Окрім барокового «Гроту», прикрашеного заморськими мушлями, в парку вибудували також фантазійний «Китайський будиночок» в стилі шинуазрі і павільйон «Мечеть» на згадку про перемогу графа в російсько-турецькій війні.

### Павільйон «Мечеть»
Павільйон «Мечеть» (зараз не існує) був невеликим парковим павільйоном з двома декоративними мінаретами. Споруда була виконана в романтичній стилістиці класицизму, що звертався і до форм мусульманської архітектури, виправляючи її в настановах симетрії і розважальним за функцією навантаженням. Вважають, що для побудови «Мечеті» були використані креслення англійського видання (увражу архітектурних споруд) Чемберса.

### «Елліптичний павільйон»
«Елліптичний павільйон» (зараз не існує) мав парк і власну альтанку з шістнадцятьма колонами і невисоким дахом — розповсюджений тип паркових споруд російського класицизму. Зразком слугували парковий павільйон в англійських увражах та реальний «Храм Дружби», створений за англійським зразком в імператорській резиденції Павловськ, що неподалік Петербурга. Долю знищених «Мечеті», « Елліптичного павільйону» розділили і бароковий «Грот», і «Лазня» з відкритими лоджіями і чотириколонним портиком, і оранжерея, і ще один обеліск на честь князя Потьомкіна (всі зруйновані і відомі лише за архівними фото).
А парк садиби Чернишових уславився ще за життя Захара Григоровича Чернишова. Саме завдяки рідкісному за художніми якостями парку його називали «Російським Версалем». Садибний парк Чернишова як перлину підмосковних садиб згадував академік Якоб Штелін в нарисах про найкращі російські парки, котрі використав і Гіршфельд в уславленому творі кінця 18 століття «Theorie de I'art des jardins» (Теорія мистецтва садівництва).

## Унікальна Казанська церква

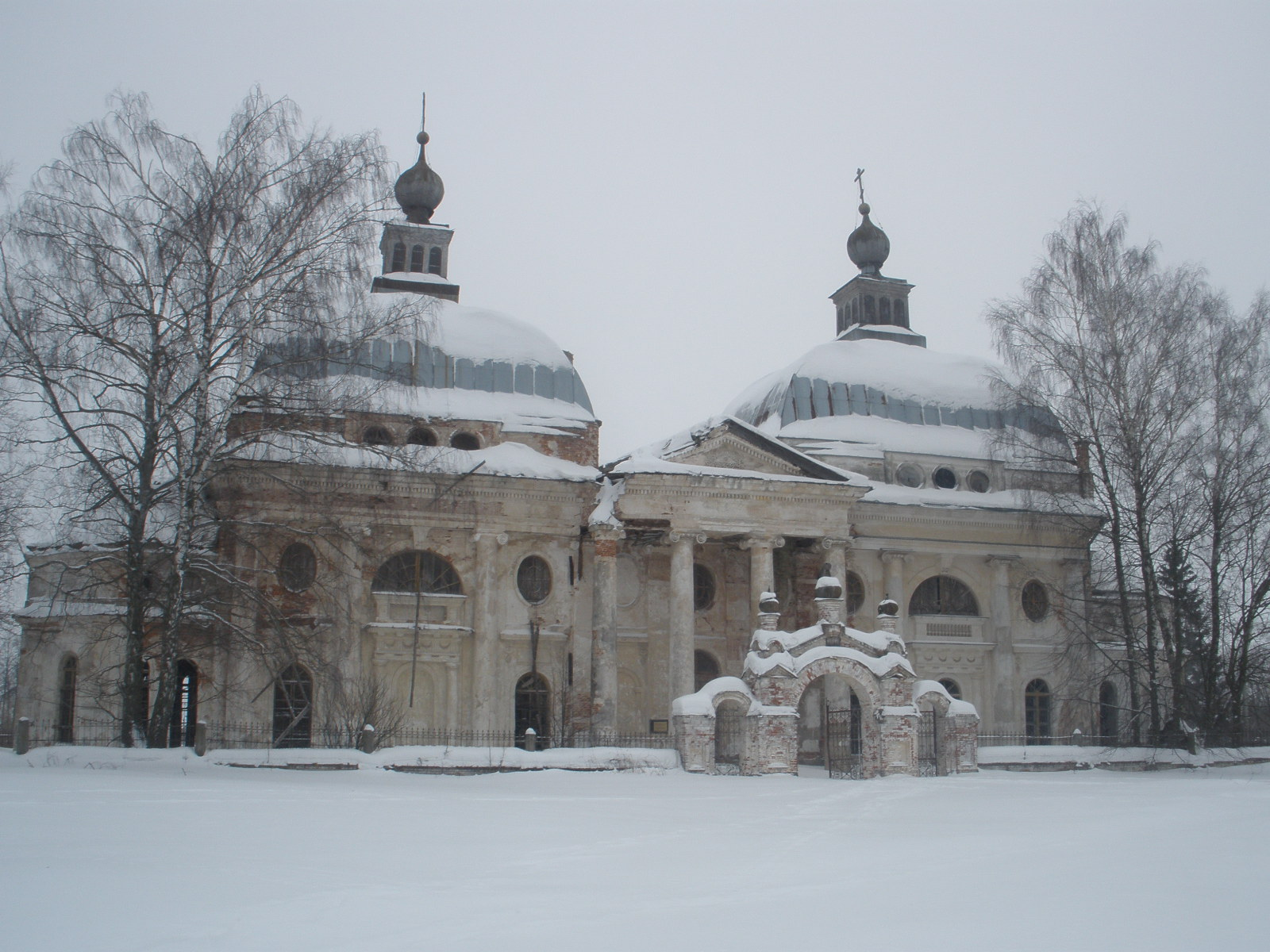
Садибна Казанська церква взимку.

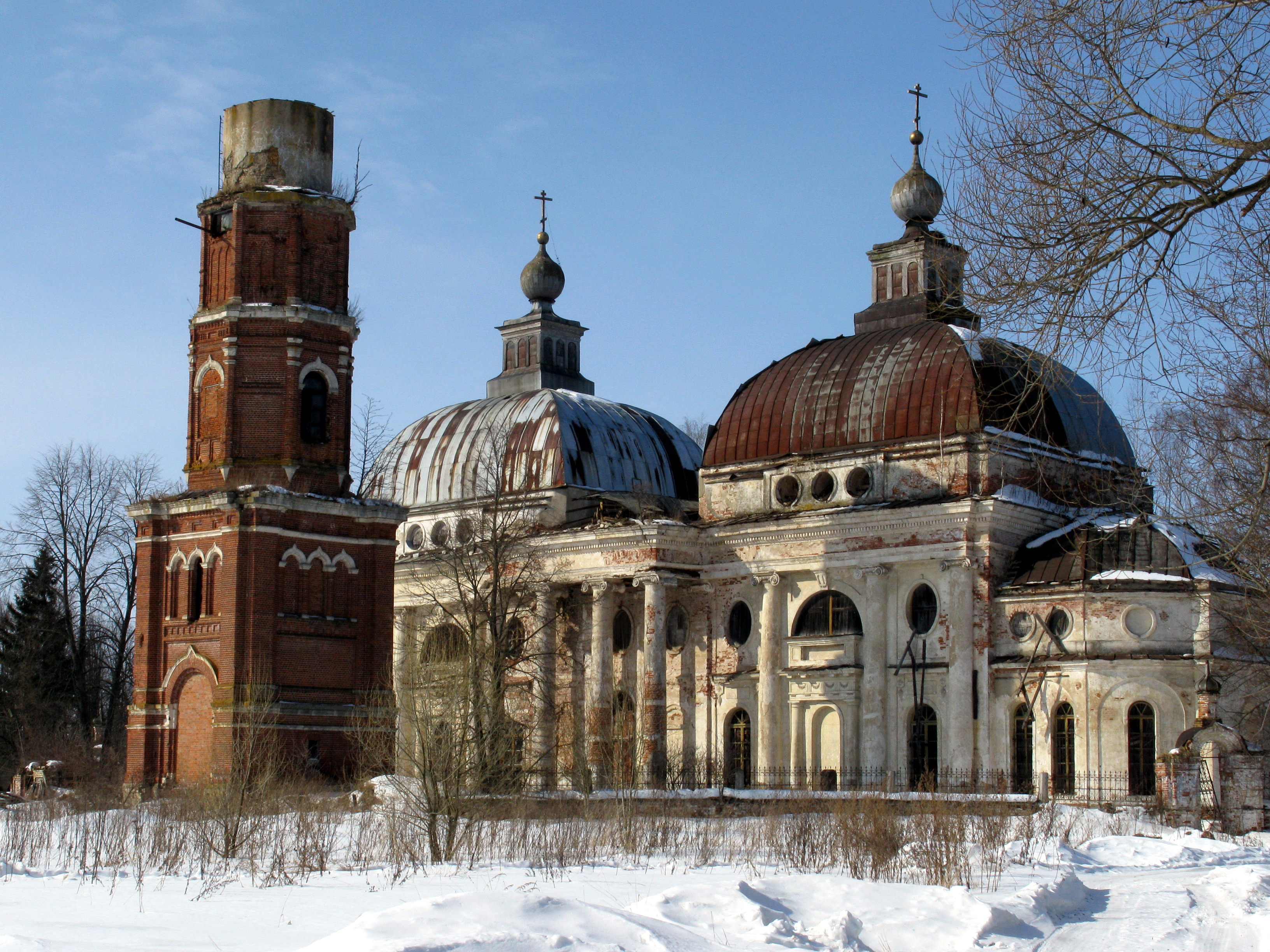
Садибна Казанська церква

Нема повної ясності і з історією побудови садибної церкви. Про церкву в садибі згадують ще за 1740-х і вона пізніше увійшла в новий садово-парковий ансамбль, що створював Захар Чернишов. Але нині існуюча Казанська церква виникла пізніше. Відомості, що це був садибний кріпацький театр — фантастична легенда, не підтверджена джерелами. Музей архітектури імені Олександра Щусева в Москві зберігає так званий «сумісний альбом» 1770-х рр. зразків споруд з планами, запропонованих кількома архітекторами для будівництва в садибах. Серед них є і проєкт церкви, використаний в садибі Чернишових з деякими спрощеннями.
По смерті чоловіка, вдова, хвороблива і релігійна особа, почала довгу роботу зі створення нової церкви. Ймовірно, це добудова споруди, розпочатої і не закінченої ще за життя чоловіка. Значний час вдова витратила на листування з московськими архітекторами та на узгодження проєкту. Він не влаштовував то архітекторів, то амбітну і примхливу господиню. Церкву остаточно вибудували тільки в 1798 р. Серед майстрів, до яких вона зверталась — К. І. Бланк, В. І. Баженов і приятель чоловіка — князь А. М. Голіцин, який проводив перемови в Москві від її імені.

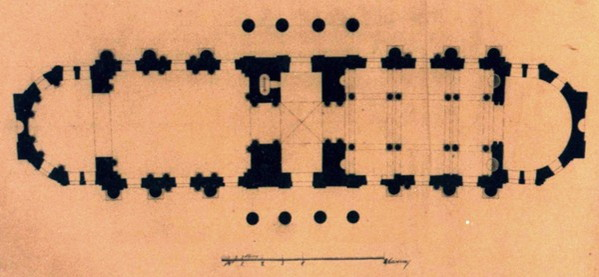
Поземний план церкви, альбом зразків 1770 рр.
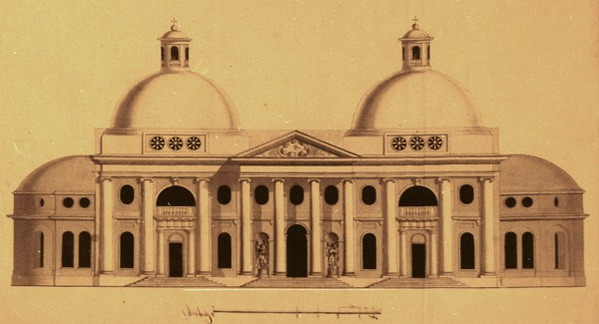
Проєкт церкви, фасад, альбом 1770 рр. ГНИМА, Москва.
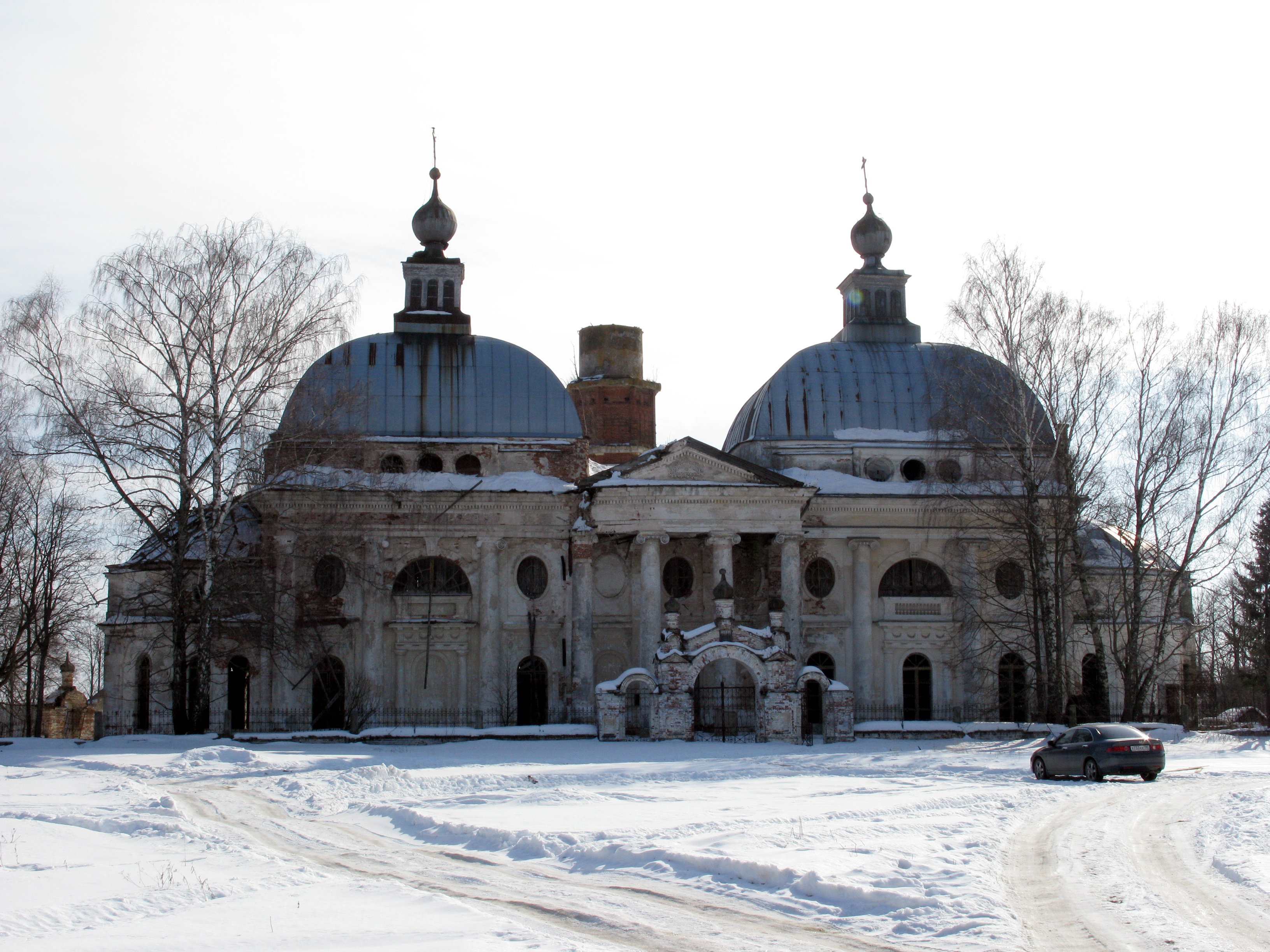
Казанська церква, північний фасад.
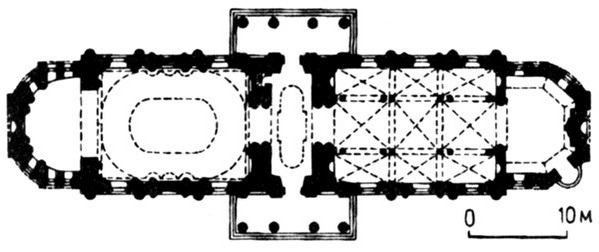
Поземний план Казанської ц-ви, садиба Ярополець Чернишових.

Це два окремих приміщення з власними склепіннями: одне зі сходу — сама церква, друге із заходу — родинна усипальниця Чернишових. Церква була діючою до 1962 року, але закрилася по смерті останнього священика. Порожнє приміщення почали використовувати як склад. Церкву покинули навіть православні очільники, бо поряд був ще один храм на території садиби Гончарових, неунікальний, утримувати який було набагато дешевше, ніж унікальну Казанську церкву Чернишових. Відтоді почалась активна і агресивна руйнація храму місцевими вандалами та варварами-прибульцями. Стан храму з доглянутого і збереженого з кінця 18 ст. швидко став аварійним.

## Дзвіниця
Окремо від церкви вибудувана висока дзвіниця (1869—1871) в неоросійському (історичному) стилі. В часи СРСР з дзвіниці зірвали хрест, а споруду використовували як водонапірну вежу.

## XX ст

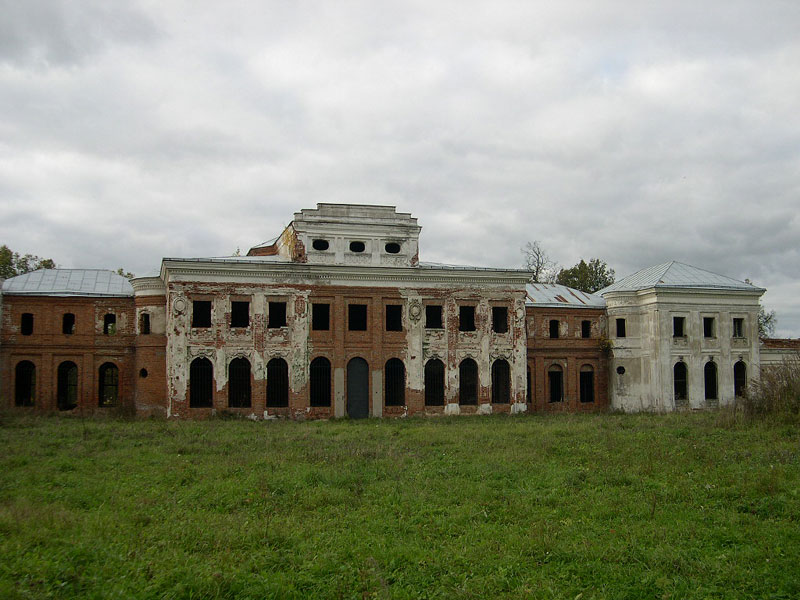
Покинутий палац Чернишових, фото вересня 2012 р.

Покинуту садибу націоналізували після перевороту 1917 р., все більш менш коштовне було вивезене в столицю. Деякий час в палаці розмістили пансіонат, потім сільську лікарню, а згодом дитячий санаторій імені Павлика Морозова. В 1941 році тут недовго був військовий шпиталь. Німецько-фашистські загарбники хазяйнували в садибі три місяці, перетворивши їх на справжні руїни — і садибу Гончарових, і садибу Чернишових. По війні в 1959 р. ділянку з двома садибами передали Московському авіаційному інституту, який відбудував лише садибний ансамбль Гончарових. В палаці Ченишових вибудували лише поруйновані мури та накрили їх новим дахом. Роботи були відновлені лише в 1980-ті, але були припинені.

## Краєзнавець Кожем'яко Антоніна Павлівна
Відновленням пам'яті про унікальний палацово-паковий ансамбль, після того, як його покинула напризволяще держава, почала опікуватись Кожем'яко Антоніна Павлівна. Вона пам'ятала ще непоруйновану садибу, коли ходила повз неї до школи. Працювала бібліотекарем, створила Ярополецький народний краєзнавчий музей. Жінка, одна з небагатьох серед місцевих, почала збирати фрагменти декору палацу і церкви для майбутньої рестарації. Всі зібрані рештки передала в місцевий музей. Вона витратила на це п'ятдесят років, але бажаної реставрації не дочекалась. Частку найбільш важливих частин декору вивезли в музеї Москви як зразки.